# RSA
RSA u kriptografiji ime je za asimetrični algoritam šifre javnog ključa (eng. public-key encryption), i bio je prvi algoritam koji se koristio za potpisivanje (utvrđivanje izvornosti poruke) te za šifriranje podataka. RSA se još koristi u računarstvu za zaštitu podataka i u elektronskom poslovanju, i trenutno je vjerovanje (2007.) da je algoritam dovoljno siguran ako se izabere dulji ključ. Ovaj algoritam je predstavljen javnosti 1977. od strane tri američka znanstvenika: Ronalda Rivesta, Adija Shamira i Leonarda Adlermana. Algoritam je skraćenica od tri prezimena: Rivest, Shamir i Adlerman.